# Славець (річка)
Славець — річка в Україні, в межах Вижницького району Чернівецької області. Права притока Михидри (басейн Дунаю).

## Опис
Довжина 13 км, площа водозбірного басейну 23 км². Похил річки 18 м/км. Річка (у верхній та середній течії) гірського типу — з вузькою та глибокою долиною; в пониззі долина розширюється. Річище помірнозвивисте.

## Розташування
Славець бере початок на захід від смт Берегомет, між північно-східними відногами Покутсько-Буковинських Карпат. Тече переважно на північний схід. Впадає до Михидри на північний захід від села Лукавці.